# Eufriesea surinamensis
Eufriesea surinamensis är en biart som först beskrevs av Linnaeus 1758.  Eufriesea surinamensis ingår i släktet Eufriesea, tribus orkidébin, och familjen långtungebin. Inga underarter finns listade.